# Mecklenburgi Henrik holland herceg
Mecklenburgi Henrik holland herceg (Schwerin, 1876. április 19. – Hága, 1934. július 3. ), teljes neve hollandul: Hendrik Wladimir Albrecht Ernst, Prins der Nederlanden, Hertog van Mecklenburg, Hollandia hercege (Princeps Consors). Vilma holland királynő férje, I. Julianna holland királynő apja, Beatrix holland királynő nagyapja.

## Élete
Henrik herceg 1876-ban született II. Frigyes Ferenc mecklenburg–schwerini nagyherceg és Mária schwarzburg–rudolstadti hercegnő utolsó gyermekként.
Drezdában iskolába járt. Utána Ázsiába és Amerikaiba utazott.  A metzi katonai iskola után a porosz katonaságnál volt.
1901 feleségül vett Vilma holland királynőt. A hercegnek volt több házasság kívüli gyermeke. 
Boldogtalan házasság után 1934-ben halt meg.

## Gyermekei
- Feleségétől, I. Vilma (1880–1962) holland királynőtől, 4 gyermek:
  - N. (fiú) halva született (1901. szeptember)
  - N. (gyermek) halva született (1902. május 4.)
  - N. (gyermek) halva született (1906. július 21.)
  - Julianna (1909–2004), I. Julianna néven 1948–1980: Hollandia királynője, férje Bernát lippe–biesterfeldi herceg (1911–2004), négy lány, többek között:
    - Beatrix (1938–), I. Beatrix néven (1980–2013) Hollandia királynője, férje Amsbergi Miklós (1926–2002) herceg, 3 fiú, többek között:
      - Vilmos Sándor (1967–), 2013-tól holland király, felesége Maxima Zorreguieta (1971–), 3 leány, többek között:
        - Katalin Amália (2003–) holland trónörökös

## Fordítás
- Ez a szócikk részben vagy egészben  a   Heinrich zu Mecklenburg című német Wikipédia-szócikk fordításán alapul.  Az eredeti cikk szerkesztőit annak laptörténete sorolja fel. Ez a jelzés csupán a megfogalmazás eredetét és a szerzői jogokat jelzi, nem szolgál a cikkben szereplő információk forrásmegjelöléseként.